# Gran sello del estado de Montana
El Gran sello del estado de Montana es uno de los símbolos de ese estado y fue aprobado en 1865, cuando Montana era un Territorio de los Estados Unidos. Una vez se convirtió en estado en 1889 se decidió utilizar el mismo sello. En 1891, se hicieron propuestas para hacer cambios o adoptar un nuevo sello, ninguna de las cuales fue aprobada. La corona circular del sello contiene el texto The Great Seal of the State of Montana (El Gran Sello del Estado de Montana). El círculo interior contiene una pala, un pico y un arado, simbolizando la Montana agrícola y de riqueza mineral. El estandarte en la parte inferior lee el lema de Oro y Plata, en español, si bien se consideró cambiarlo por Eldorado.
Originalmente su nombre era MONTAÑA, pero los  nuevos habitantes de habla inglesa omitieron la virgulilla, ( guion ondulado que va encima de la N ) quedando así sellado su nombre como Montana.